# Маркевич, Арсений Иванович
Арсений Иванович Маркевич (1855, Брест-Литовск — 1942, Ленинград) — русский и советский историк Крыма, архивист, археолог, этнограф, член-корреспондент АН СССР (1927); один из основателей Таврической учёной архивной комиссии.

## Биография
Родился 30 марта (11 апреля) 1855 года в Бресте Литовском в семье священника. Мать, урождённая Серно-Соловьевич — дочь протоиерея, настоятеля собора в Бресте. Его дед по отцу был магистром богословия Виленского университета, однокурсником митрополита Иосифа (Семашко).
Пройдя обучение сначала в уездном училище и прогимназии в родном городе, а затем в старших классах гимназии уездного города Бела Седлецкой губернии, в 1872 году поступил в Императорский Варшавский университет — на историко-филологический факультет. В университете состоял стипендиатом Министерства народного просвещения. При окончании курса за сочинение «Юрий Крыжанич и его литературная деятельность» (1876) удостоен степени кандидата. Сочинение это, напечатанное в «Университетских известиях», и в том же году отдельным изданием, стало первой в славяноведческой литературе монографией о Ю. Крижаниче, в которой были использованы все опубликованные до того времени данные о жизни и деятельности учёного. И хотя работа носила компилятивный характер, она встретила положительные отзывы профессоров О. Ф. Миллера и А. Г. Брикнера, А. Н. Пыпина и др., принеся молодому автору признание в научном мире.
По окончании курса в университете А. И. Маркевича назначили с 12 августа 1876 года на службу штатным учителем русского и церковно-славянского языков и словесности в Холмское Мариинское женское училище. Спустя три года, 31 августа 1879 года он был переведён в Виленский учебный округ, в Шавельскую гимназию, где прослужил четыре года. Работа здесь была тяжелая, так как учащиеся состояли, главным образом, из жмудинов, плохо знавших русский язык.
В 1883 году он был приглашён попечителем Одесского учебного округа П. А. Лавровским в его округ и 1 июля назначен на должность учителя русской словесности в Симферопольскую гимназию, в которой оставался до конца службы в 1907 году, — последние годы в звании заслуженного преподавателя. Время, свободное от служебных обязанностей, он посвящал литературной работе и изучению истории, памятников древности и литературы Крыма. В 1884 году совершил путешествие в Грецию, Палестину, Египет, Турцию, способствовавшее прояснению многих моментов исторического прошлого Крыма.
Со времени учреждения Таврической учёной архивной комиссии (1887), Маркевич долгое время был в ней правителем дел, с ноября 1908 года — председателем. Состоял редактором «Известий Таврической учёной архивной комиссии». В период работы в комиссии изучал местные архивы, в результате успешной работы стал членом Одесского общества истории и древностей, Общества любителей истории, Историко-родословного общества в Москве и различных учёных архивных комиссий. В 1894, 1898 и 1902 годах были напечатаны три выпуска универсального указателя печатных материалов о Крыме — «Tarica», которые до сих пор являются ценнейшим универсальным библиографическим указателем литературы о Крыме, по выражению академика Б. Д. Грекова, — «настольной книгой каждого исследователя Крыма». Предметом его особого интереса была тема «Крым в российской поэзии». Им собраны данные о пребывании в Крыму А. С. Пушкина, А. С. Грибоедова, Н. В. Гоголя, В. А. Жуковского, декабристов-литераторов. Как писала его дочь Екатерина Кошлякова, два события в жизни Арсения Ивановича способствовали его окончательному решению навсегда остаться в Крыму: открытие в Симферополе Таврической ученой архивной комиссии и женитьба на Анне Николаевне Плешаковой, которая в те годы работала в Симферопольской воскресной школе для рабочих.
В 1907 году он был избран и в течение десяти лет состоял членом Попечительского совета Таврических детских приютов, а с 13 июня 1911 года до 1918 года работал директором симферопольского детского приюта графини Адлерберг. В декабре 1913 года был произведён в действительные статские советники, был награждён орденами: Св. Владимира 4-й ст. (1908), Св. Анны 3-й ст. (1904), Св. Станислава 2-й ст. (1899).
Был членом Попечительского совета Таврического университета; в октябре 1918 года его избрали доцентом, при этом он передал университету свою личную библиотеку. Благодаря настойчивости А. И. Маркевича на третьем заседании историко-филологического факультета на работу в университет был принят И. А. Линниченко. После того, как университет переименовали в пединститут, А. И. Маркевич трудился на должности сверхштатного профессора. До 1930 года он читал здесь курсы по истории, археологии, этнографии и экономике Крыма. Маркевич стал и первым исследователем истории вуза (Краткий исторический очерк возникновения Таврического университета // Известия Таврического университета.- Симферополь, 1989.- Кн.1). В 1930—1931 годы обвинялся в «реабилитации колониальной политики русского правительства в Крыму». Был вунужден покинуть Крым, тяжело болел и все-таки не прекращал работать над рукописью «Топонимика Крыма».
В 1927 году научные заслуги Маркевича были признаны избранием его членом-корреспондентом Академии наук СССР — беспрецедентный случай, так как Маркевич не имел учёной степени.
Организовал Всероссийский книгообмен, высылая издаваемые Таврической учёной архивной комиссией «Известия» в обмен на книги исторического, краеведческого, справочного характера.
Под председательством Арсения Ивановича Таврическая учёная архивная комиссия была в 1923 году преобразована в Таврическое общество истории, археологии и этнографии. Общество выпустило четыре тома «Известий». Том четвёртый был посвящён десятилетию Советской власти в Крыму.
В 1937 году подвергся травле, его труды были названы контрреволюционными. Последние годы проживал в Ленинграде, у дочери — Е. Кошляковой на проспекте Карла Либкнехта, д. 98, кв. 16 (ныне — Большой проспект Петроградской стороны). Здесь в блокадном Ленинграде 17 января 1942 года и закончилась его жизнь.

## Семья
Жена — Анна Николаевна Маркевич (урождённая Плешкова; 1862—1941), член Таврической учёной архивной комиссии с 1913 года. Похоронена на Старорусском кладбище Симферополя рядом с родителями, врачом мужской гимназии Николаем Владимировичем и Марией Николаевной Плешковыми, и сыновьями:
- Владимир Арсеньевич Маркевич (1889—1942)[8].
- Георгий Арсеньевич Маркевич (1891—1920), член Таврической учёной архивной комиссии с 1916 года[7], покончил жизнь самоубийством[8].
- Дочь — Екатерина Арсеньевна Маркевич (1894—1981), жена математика, члена-корреспондента АН СССР Николая Сергеевича Кошлякова[9][10].

Адрес в Симферополе — ул. Архивная, 28 (ныне ул. Дыбенко, 50).

## Память
- Улица в Симферополе (микрорайон «Украинка»). Переименована в честь А. И. Маркевича в 1985 году[13].

## Труды
- Движение населения в Крыму и переселение крымских татар в Турцию.
- «З культурної минувшини Криму XIX ст.»: Короткi нариси // Збірник iсторико-філологічного відділу Всеукраїнської Академії Наук.- Київ, 1930.- № 89.- С. 107—158.
- Юрий Крижанич и его литературная деятельность. Историко-литературный очерк // Варшавские университетские известия.- Варшава,1876.- № 1.- С. I-Х, 1-122; № 2.- С. 1-103.
- Крым в русской поэзии: Сборник стихотворений. Симферополь. 1897; 2-е доп. изд. Симферополь. тип. С. Б. Синани 1902. 275 с.
- Н. В. Гоголь и В. А. Жуковский в Крыму. Симферополь. 1902.
- Островок в Казачьей бухте, как предполагаемое место кончины Св. Климента, папы римского // Известия Таврической учёной архивной комиссии. Симферополь, 1909. № 43. С. 105—114.
- Пушкин в Крыму и Крым в произведениях Пушкина. Симферополь. 1887.
- Святые Кирилл и Мефодий, их жизнь, деятельность и заслуги : Речь, произнесённая в Симферополской мужской гимназии 6-го апреля 1885 года. Симферополь, 1885. [4], 52 с.
- Симферополь, его исторические судьбы, старина и недавнее прошлое. [Симферополь], 1924.
- Симферопольский детский приют имени графини А. М. Адлерберг (к шестидесятилетию существования): Краткий исторический очерк / А. И. Маркевич. — Симферополь, 1915. — 71 с.
- Таврическая губерния во время Крымской войны. Симферополь, 1905.  (Переизд.: Симферополь, 1994. ISBN 5-7707-1838-2)
- Taurica. Опыт указателя сочинений, касающихся Крыма и Таврической губернии вообще. Вып. 1.- Симферополь, 1894; Вып. 2.- Симферополь, 1898; Вып. 3.- Симферополь, 1902.